# Save as Draft
Save as Draft è un singolo della cantante statunitense Katy Perry, pubblicato il 26 giugno 2017 come quarto estratto dal quinto album in studio Witness.

## Descrizione
Il brano è stato scritto da Perry stessa insieme a Noonie Bao, Dijon McFarlane, Nicholas Audino, Lewis Hughes e Elof Loelv, mentre la produzione è stata gestita esclusivamente da quest'ultimo; Max Martin è stato accreditato come produttore vocale. Durante un episodio del podcast di Delilah Rene Conversations with Delilah, Perry ha spiegato che il testo del brano era un avvertimento ad un ex:
 Perry, riguardo al significato del titolo, ha affermato: «Mi piace scrivere e poi non inviare perché le mie emozioni si intensificano di sera».
Musicalmente, si tratta di una power ballad mid-tempo.

## Accoglienza
Save as Draft è stata accolta con recensioni miste da parte dei critici musicali. Bob Finger di Jezebel ha definito il ritornello «commovente», aggiungendo che il brano «descrive il dolore di voler disperatamente offrire contenuti soddisfacenti per un pubblico appassionato e imprevedibile che è incapace di essere soddisfatto spiegare l'atto frustrante di scrivere un blog che non pubblichi mai per paura che sarà solo fatto a pezzi dagli haters o frainteso». Wren Graves, scrivendo per Consequence, ha considerato Save as Draft il migliore tra i brani conclusivi di Witness e ha scritto che «mette una ventata del ventunesimo secolo sul vecchio pensatore del mio ex-pianto». Kevin O'Donnell di Entertainment Weekly ha scritto che la canzone mette in scena «una tempestiva elucubrazione sul desiderio di vivere in un mondo digitale».
I pareri di Mike Wass di Idolator sono stati misti verso il brano, definendolo inferiore rispetto ad altre tracce mid-tempo dell'album, così come quelli di Chris Willman di Variety. Christopher R. Weingarten di Rolling Stone l'ha paragonata negativamente al lavoro di Sam Smith, mentre altri l'hanno accostata a quelli di Timbaland e Lorde e ad Apologize dei OneRepublic.

## Promozione
Katy Perry ha promosso Save as Draft con diverse esibizioni dal vivo. La cantante ha incluso la canzone nel suo Witness: The Tour in date selezionate, includendola verso la fine con altre ballate del suo catalogo. La cantante ha interpretato il brano anche durante la sua live di quattro giorni su YouTube Katy Perry Live: Witness World Wide, al Glastonbury Festival il 24 giugno e alla stazione radiofonica britannica Kiss il 30 giugno 2017, dove per l'occasione l'ha presentata in versione acustica.

## Formazione
Musicisti
- Katy Perry – voce
- Elof Loelv – programmazione, batteria, basso, pianoforte, sintetizzatore

Produzione
- Katy Perry – produzione esecutiva
- Max Martin – produzione esecutiva
- Elof Loelv – produzione, ingegneria del suono
- Rachael Findlen – ingegneria del suono
- Max Martin – produzione parti vocali
- Peter Karlsson – montaggio parti vocali
- Șerban Ghenea – missaggio
- John Hanes – ingegneria al missaggio
- Randy Merrill – mastering